# Masoga peracuta
Masoga peracuta là một loài bướm đêm trong họ Noctuidae.